# Grand Prix automobile de Montreux 1934
Le Grand Prix automobile de Montreux 1934 (I Grand Prix de Montreux) est un Grand Prix qui s'est tenu à Montreux le 3 juin 1934. 
Il s'agit de l'unique édition du Grand Prix de Montreux, organisée le même jour que l'Eifelrennen qui voit apparaître pour la première fois les Mercedes et la couleur grise argentée des Flèches d'Argent. 
Le Grand Prix de Montreux n'accueille que douze pilotes, mais néanmoins plusieurs écuries comme la Scuderia Ferrari, l'Écurie Braillard et Whitney Straight Ltd.

## Grille de départ
| 1re ligne | Pos. 2                        | Pos. 1                         |
| --------- | ----------------------------- | ------------------------------ |
|           | Straight Maserati 1 min 57 s  | Étancelin Maserati 1 min 54 s  |
| 2e ligne  | Pos. 4                        | Pos. 3                         |
|           | Falchetto Maserati 1 min 58 s | Moll Alfa Romeo 1 min 57 s     |
| 3e ligne  | Pos. 6                        | Pos. 5                         |
|           | Trossi Alfa Romeo 1 min 59 s  | Hamilton Maserati 1 min 59 s   |
| 4e ligne  | Pos. 8                        | Pos. 7                         |
|           | Varzi Alfa Romeo 2 min 0 s    | Soffietti Alfa Romeo 2 min 0 s |
| 5e ligne  | Pos. 10                       | Pos. 9                         |
|           | Sommer Alfa Romeo —           | Veyron Bugatti —               |
| 6e ligne  | Pos. 12                       | Pos. 11                        |
|           | Zehender Maserati —           | Braillard Bugatti —            |

## Classement de la course
| Pos. | no | Pilote              | Écurie                    | Châssis          | Tours | Temps/Abandon                  | Grille |
| ---- | -- | ------------------- | ------------------------- | ---------------- | ----- | ------------------------------ | ------ |
| 1    | 6  | Carlo Felice Trossi | Scuderia Ferrari          | Alfa Romeo P3    | 90    | 2 h 57 min 25 s 3 (101,0 km/h) | 6      |
| 2    | 16 | Philippe Étancelin  | Privé                     | Maserati 8CM     | 90    | + 7 s 3                        | 1      |
| 3    | 4  | Achille Varzi       | Scuderia Ferrari          | Alfa Romeo P3    | 89    | + 1 tour                       | 8      |
| 4    | 10 | Whitney Straight    | Whitney Straight Ltd      | Maserati 8CM     | 89    | + 1 tour                       | 2      |
| 5    | 12 | Hugh Hamilton       | Whitney Straight Ltd      | Maserati 8CM     | 88    | + 2 tours                      | 5      |
| 6    | 8  | Goffredo Zehender   | Officine Alfieri Maserati | Maserati 8CM     | 88    | + 2 tours                      | 12     |
| 7    | 14 | Pierre Veyron       | Privé                     | Bugatti Type 51  | 86    | + 4 tours                      | 9      |
| 8    | 22 | Raymond Sommer      | Privé                     | Alfa Romeo Monza | 84    | + 6 tours                      | 10     |
| Abd. | 2  | Guy Moll            | Scuderia Ferrari          | Alfa Romeo P3    | 42    | Fuite d'huile                  | 3      |
| Abd. | 24 | Luigi Soffietti     | Privé                     | Alfa Romeo Monza | 27    | Freins                         | 7      |
| Abd. | 20 | Benoît Falchetto    | Écurie Braillard          | Maserati 8CM     | 21    | Freins                         | 4      |
| Abd. | 18 | Louis Braillard     | Écurie Braillard          | Bugatti Type 51  | 15    | Mécanique                      | 11     |

- Légende: Abd.=Abandon

## Pole position et record du tour
- Pole position :  Philippe Étancelin (Maserati) en 1 min 54 s (104,8 km/h).
- Meilleur tour en course :  Carlo Felice Trossi (Alfa Romeo) en 1 min 52 s 8 (106,0 km/h).